# Universal FC
Der Universal Football Club, kurz Universal, war ein Fußballverein aus Montevideo in Uruguay. 

## Geschichte

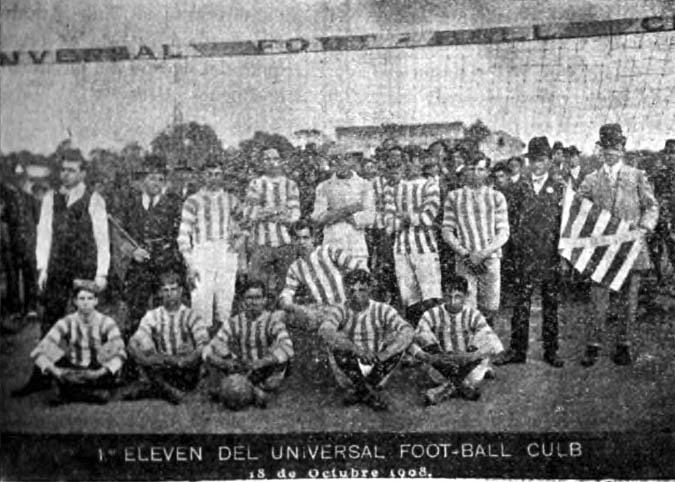
Universal F.C. vs. Boca Juniors, 1908

1907 spielte der Verein in der Segunda División. In jenem Jahr ist am 8. Dezember 1907 eine internationale Begegnung mit dem argentinischen Verein Boca Juniors verzeichnet, die Universal in Buenos Aires mit 2:1 gewann. Präsident des uruguayischen Vereins war seinerzeit Julio A. Bosio. Im Folgejahr trafen sich beide Vereine in Montevideo. Dort unterlag Universal dann allerdings mit 1:2. 1911 stieg die Mannschaft des Vereins in die höchste uruguayische Spielklasse, die Primera División, auf. Im Jahr der ersten Teilnahme am dortigen Spielbetrieb belegte man den siebten Tabellenplatz. In den Jahren 1915, 1917 und 1918 schloss man die Saison jeweils als Dritter ab. Die beste Platzierung der Vereinsgeschichte erreichte man 1919, als man hinter Meister Nacional Montevideo mit zwei Punkten Rückstand den zweiten Rang belegte. Bei der Südamerikameisterschaft 1920 stellte der Verein mit Manuel Beloutas und Juan José Villar zwei Spieler der uruguayischen Fußballnationalmannschaft, die bei diesem Turnier den Titel gewann. Der Verein selbst siegte in jenem Jahr bei der Copa de Honor. Bei der darauf folgenden Copa de Honor Cousenier unterlag man dann jedoch im allerdings erst am 20. September 1923 ausgetragenen Spiel um diese Trophäe mit 0:2 durch Tore von Dante Santiago Pertini und Domingo Alberto Tarasconi den Boca Juniors. Nachdem man 1921 noch ein viertes Mal Jahresdritter werden konnte, gestalteten sich die nachfolgenden Jahre weit weniger erfolgreich. Während der Spaltung der Organisationsstruktur im uruguayischen Fußball, als einige Mannschaften ab 1922 unter dem Dach der neu gegründeten Federación Uruguaya de Football (FUF) eine Parallelmeisterschaft ausspielten, verblieb der Verein in der von der Asociación Uruguaya de Fútbol (AUF) ausgerichteten Meisterschaftsrunde der Primera División und belegte dort 1923 bzw. 1924 Rang sechs bzw. Rang elf. Nach der Wiedervereinigung der Ligen gehörte Universal der höchsten Spielklasse noch zwei Jahre lang an. Dem zehnten Tabellenplatz im Jahre 1926 folgte jedoch 1927 der Abstieg als 20. und somit Tabellenletzter. Damit endete die erfolgreiche Zeit der Vereinsgeschichte.

## Erfolge
- Copa de Honor: 1920
- Uruguayischer Vize-Meister: 1919